# Arachnomura hieroglyphica
Espèce
Arachnomura hieroglyphica est une espèce d'araignées aranéomorphes de la famille des Salticidae.

## Distribution
Cette espèce est endémique du Brésil.

## Description
Le mâle décrit par Galiano en 1977 mesure 3,166 mm.

## Publication originale
- Mello-Leitão, 1917 : Aranhas novas ou pouco conhecidas de Thomisidas e Salticidas brasileiras. Arquivos da Escola Superior de Veterinária, vol. 1, p. 117-153.